# 타란토만

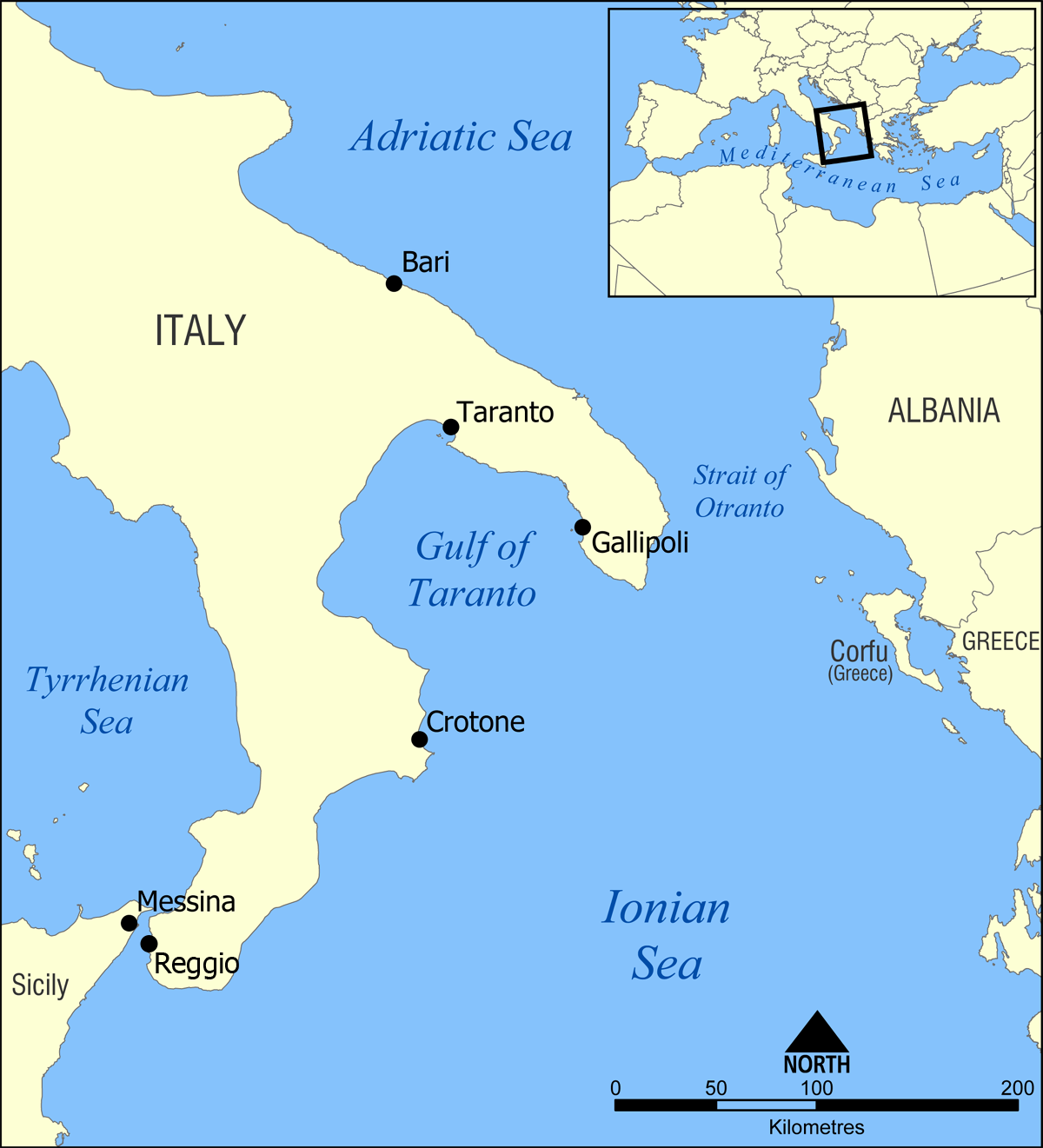
타란토만

타란토만(이탈리아어: Golfo di Taranto)은 이탈리아 남쪽 이오니아해의 만(灣)이다. 거의 사각형 모양으로, 길이와 너비는 각각 약 140km로이다. 삼면이 육지로 둘러싸여 있어, 동쪽의 살렌토반도와 서쪽의 칼라브리아로 그 범위가 정해지며, 만의 입구는 남동쪽으로 열려있다. 인접한 주요 도시로 타란토, 갈리폴리, 크로토네 등이 있다.